# Пологи-Низ
Пологи-Низ —  село в Україні, у Новосанжарській селищній громаді Полтавського району Полтавської області. Населення становить 299 осіб. До 2020 орган місцевого самоврядування — Великосолонцівська сільська рада.

## Географія
Село Пологи-Низ знаходиться на краю великого болота Ревазівське, на відстані 1,5 км від села Великі Солонці. До села примикає лісовий масив (сосна). Поруч проходить залізниця, станція Бабенкове за 0,5 км.

## Населення

### Мова
Розподіл населення за рідною мовою за даними перепису 2001 року:
| Мова            | Кількість | Відсоток |
| --------------- | --------- | -------- |
| українська      | 280       | 93.65%   |
| російська       | 9         | 3.01%    |
| румунська       | 9         | 3.01%    |
| інші/не вказали | 1         | 0.33%    |
| Усього          | 299       | 100%     |

## Історія
12 червня 2020 року, відповідно до розпорядження Кабінету Міністрів України № 721-р «Про визначення адміністративних центрів та затвердження територій територіальних громад Полтавської області», село увійшло до складу Новосанжарської селищної громади.
19 липня 2020 року, в результаті адміністративно - територіальної реформи та ліквідації Новосанжарського району, село увійшло до складу новоутвореного Полтавського району Полтавської області.

## Економіка
- Молочно-товарна ферма.

## Відомі люди
В селі Пологи-Низ народився учасник Другої світової війни Горбенко Іван Тихонович (1919—1944).